# نهر ناكيتي
نهر ناكيتي هو نهر يقع في كاليدونيا الجديدة. تبلغ مساحته 106 كيلومتر مربع (26,000 أكر). 

## أنظر أيضا
- قائمة أنهار كاليدونيا الجديدة